# Przeciwprzeniesienie
Przeciwprzeniesienie (niem. die Gegenübertragung), znane też jako „przeniesienie zwrotne" – zjawisko, za sprawą którego terapeuta odpowiada na przeniesienie pojawiające się u pacjenta, jeden z mechanizmów obronnych.
Przeciwprzeniesienie polega w gruncie rzeczy na tym samym, na czym polega przeniesienie u pacjenta, tyle że przebiega w odwrotnym kierunku: treści, jakie w trakcie procesu terapeutycznego przenosi na terapeutę pacjent, sprawiają, że pacjent zaczyna wywierać wpływ na terapeutę – początkowo „bezstronnego obserwatora” – że „indukuje” terapeutę, który w ten sposób „przyjmuje na siebie” te fantazje, a zatem, przyjmuje na siebie „cierpienie” pacjenta i podziela je, przeżywając tym samym – wraz z nim – jego konflikt psychiczny.
Oznacza to, że terapeuta świadomie naraża na szwank własne zdrowie psychiczne. Oznacza to również, że to, co na początku było dla niego „przypadkiem”, zaczyna go zajmować, choć przecież nie można tu mówić o jakimś związku „osobistym” (w każdym razie nie powinien to być związek osobisty) – chodzi jedynie o to, że wokół terapeuty gromadzi się materiał uaktywnionej nieświadomości pacjenta. Zadanie terapeuty polega teraz na tym, by nie dopuścić do powstania sytuacji „nieprawdziwej zażyłości” z pacjentem, sytuacji, w której jego (terapeuty) wgląd zostałby zamącony przez treści nieświadome indukowane przez pacjenta – w przeciwnym bowiem razie terapia nie byłaby możliwa.
Z dynamicznej współgry przeniesienia i odpowiadającego mu przeniesienia zwrotnego rodzi się relacja przeniesieniowa, stanowiąca o istocie procesu terapii. W relacji tej czynnikiem aktywnym (agens) i pasywnym (patiens) jest raz pacjent, raz terapeuta. W ujęciu psychoanalizy freudowskiej tym, kto kieruje dynamiką związku przeniesieniowego, powinien być terapeuta; w psychologii analitycznej obie strony tej relacji są mniej lub bardziej równouprawnione – wynika to z przekonania Junga o możliwości skłonienia nieświadomości do współpracy.
Jung pisze: „Zdarza się, że zadania, przed którymi staje terapeuta, nie tylko wymagają zaangażowania umysłu czy współczucia, lecz całkowitego oddania. Lekarz na ogół ma ochotę wymagać tego najwyższego wysiłku od pacjenta – skoro tak, to musi mieć świadomość, że owo wymaganie tylko wtedy zaowocuje, gdy będzie wiedział, iż w równym stopniu dotyczy ono również i jego”. Carl Gustav Jung, Psychologia przeniesienia, przełożył Robert Reszke, w: tegoż, Praktyka psychoterapii. Przyczynki do problematyki psychoterapii i do psychologii przeniesienia, Wydawnictwo KR, Warszawa 2007, par. 367.